# Glossanodon elongatus
Glossanodon elongatus és una espècie de peix pertanyent a la família dels argentínids.

## Descripció
- Pot arribar a fer 10,2 cm de llargària màxima.[5][6]

## Hàbitat
És un peix marí i batidemersal que viu entre 322 i 365 m de fondària.

## Distribució geogràfica
Es troba al Pacífic sud-occidental: Austràlia.

## Observacions
És inofensiu per als humans.